# Jimmy Wales
Jimmy Donal Wales, ps. Jimbo (ur. 7 sierpnia 1966 w Huntsville) – amerykański ekonomista, przedsiębiorca, współtwórca serwisów opartych na mechanizmie wiki, współzałożyciel Wikipedii i Wikii, obecnie zwanej Fandom.

## Życiorys
Studiował finanse na Auburn University i Uniwersytecie Alabamy, uzyskując tytuł bakałarza, a następnie magisterium. Był też uczestnikiem dwóch programów studiów doktorskich z zakresu finansów, których jednak nie ukończył. Z uwagi na ówczesne związki z uczelniami, przez pewien czas wykładał też wówczas na Uniwersytecie Alabamy i Uniwersytecie Indiany. Nie kontynuował jednak kariery akademickiej, rozpoczynając pracę jako makler giełdowy w sektorze finansowym w Chicago. W połowie lat 90. założył Bomis, portal zajmujący się wyszukiwaniem informacji, dotyczących różnych aspektów pop-kultury, który sprzedaje też własną zawartość. W późniejszych latach zrezygnował z kierowniczych stanowisk w tym przedsiębiorstwie.
W marcu 2000 Jimmy Wales założył opartą na radzie naukowej encyklopedię internetową Nupedia.com („wolną encyklopedię”), a Larry’ego Sangera zatrudnił jako jej redaktora naczelnego.
15 stycznia 2001 razem z Larrym Sangerem zainicjował Wikipedię, opartą na mechanizmie wiki wolną encyklopedię typu Open Source.
Początkowo Wikipedia miała dostarczać treści dla Nupedii w celu dalszej jej obróbki przez zespół redakcyjny. Wkrótce jednak okazało się, że Wikipedia rozwinęła się w błyskawicznym tempie i prześcignęła projekt Nupedii, który z czasem został zupełnie zarzucony.

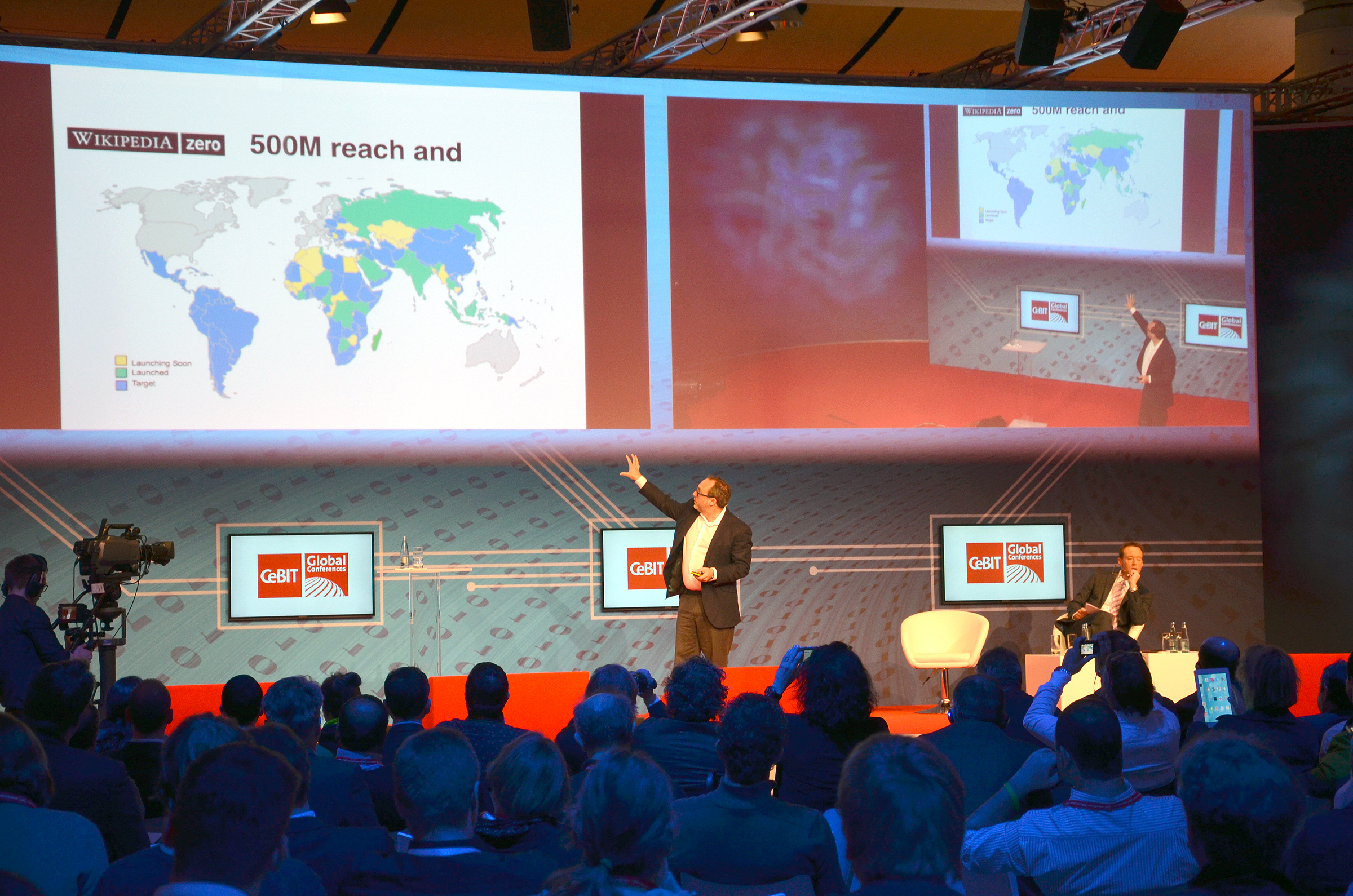
Jimmy Wales na konferencji CeBIT w 2014

W początkowym okresie finansowanie projektu Wikipedii było zapewniane przez Jimmy’ego Walesa, natomiast Larry Sanger, jako jego pracownik, miał za zadanie czuwać nad merytoryczną stroną projektu. Wales uważa się za wyłącznego twórcę Wikipedii (ponieważ Sanger był jego pracownikiem), natomiast Sanger utrzymuje, że jest współtwórcą Wikipedii.
W połowie 2003 założył Wikimedia Foundation, organizację non-profit z siedzibą w St. Petersburgu na Florydzie, która prowadzi Wikipedię i jej siostrzane projekty. Do 30 października 2006 był prezesem Wikimedia Foundation i przewodniczącym jej zarządu.
Jimmy Wales razem z Angelą Beesley, ówczesną członkinią zarządu Wikimedia Foundation, założył także serwis oferujący hosting projektów wiki – Fandom powered by Wikia (dawniej występujący pod nazwą Wikicities). W grudniu 2006 ogłosił powstanie wyszukiwarki internetowej, która w zamierzeniu ma być całkowicie otwarta oraz oparta na działaniach skupionej wokół niej społeczności.
Posądzano go o przyjęcie korzyści majątkowej od Jeffa Merkeya w wysokości 5 tysięcy dolarów, czego następstwem miało być usunięcie ze strony internetowej Wikipedii krytycznych wpisów, dotyczących tego drugiego, po czym Wales podobno uniemożliwiał przez pewien czas osobom zajmującym się edytowaniem tej encyklopedii wprowadzanie zmian w umieszczonym tam życiorysie Merkeya. Walesowi zarzucano także dokonanie defraudacji pieniędzy, przeznaczanych oficjalnie przez jego fundację na cele charytatywne oraz wykorzystywanie swoich wpływów do modyfikowania treści biogramu własnej dziewczyny, zlokalizowanego w Wikipedii.
W 2011 otrzymał nagrodę Gottlieb Duttweiler Institut za „nadzwyczajne dokonania dla ogółu społeczeństwa”.

## Życie prywatne
Jimmy Wales mieszkał przez wiele lat w miejscowości St. Petersburg na Florydzie. W 2012 po raz drugi wstąpił w związek małżeński z Kate Garvey, sekretarką Tony’ego Blaira i zamieszkał w Londynie.
Reklamował zegarki marki Maurice Lacroix.
Opisuje siebie jako obiektywistę i z pewnymi zastrzeżeniami libertarianina. Jest ateistą.